# Aeroportul Manetai
Aeroportul Manetai (IATA: MVI) este un aeroport din Autonomous Region of Bougainville⁠(d), Papua Noua Guinee.
aeroportul dispune de o singură pistă.